# 영동리 고분군
영동리 고분군(永洞里 古墳群)은 전라남도 나주시 다시면 영동리에 있는 고분군이다. 2006년 12월 30일 나주시의 향토문화유산 제11호로 지정되었다.